# NGC 3306
NGC 3306 ist eine spiralförmige Radiogalaxie vom Hubble-Typ SBm im Sternbild Löwe nördlich der Ekliptik. Sie ist schätzungsweise 125 Millionen Lichtjahre von der Milchstraße entfernt und hat einen Durchmesser von etwa 60.000 Lichtjahren. Vom Sonnensystem aus entfernt sich die Galaxie mit einer errechneten Radialgeschwindigkeit von näherungsweise 2.900 Kilometern pro Sekunde.
Die Typ-II Supernova SN 2002hg wurde hier beobachtet. Sie ist Zentralgalaxie des sieben Mitglieder zählenden Lyons Groups of Galaxies LGG 207. 
Gemeinsam mit NGC 3299 und PGC 31526 bildet sie das optische Galaxientrio KTG 30 mit denen auch PGC 4534523 gravitativ gebunden ist.
Das Objekt wurde am 27. April 1886 von Lewis Swift entdeckt.

## Lyons Groups of GalaxiesLGG 207
| Galaxie   | Alternativname | Entfernung / Mio. Lj |
| --------- | -------------- | -------------------- |
| NGC 3300  | PGC 31472      | 133                  |
| NGC 3306  | PGC 31528      | 125                  |
| PGC 30928 | UGC 5695       | 127                  |
| PGC 31275 | UGC 5739       | 128                  |
| PGC 31435 | UGC 5760       | 130                  |
| PGC 31427 | UGC 5758       | 128                  |
| PGC 31594 | UGC 5781       | 131                  |

## Galaktisches Umfeld
| Nr. | Galaxie                   | Alternativname            | Rek           | Dek           | Distanz/asec |
| --- | ------------------------- | ------------------------- | ------------- | ------------- | ------------ |
| →   | NGC 3299                  | LEDA/PGC 31442            | 10h36m23.800s | +12d42m26.60s | 0            |
| 1   | LEDA/PGC 1412536          | NSA 74526                 | 10h37m05.517s | +12d36m02.13s | 199.71       |
| 2   | LEDA/PGC 1413069          | NSA 74543                 | 10h36m45.226s | +12d37m35.04s | 377.84       |
| 3   | LEDA/PGC 31526            | NSA 74528                 | 10h37m05.405s | +12d46m14.00s | 430.60       |
| 4   | LEDA/PGC 1412160          | 2MASX J10375352+1234520   | 10h37m53.547s | +12d34m52.05s | 684.53       |
| 5   | 2MASX J10373694+1229468   | WISEA J103736.93+122947.4 | 10h37m36.930s | +12d29m47.15s | 684.78       |
| 6   | WISEA J103721.49+122805.1 | 2MASS J10372150+1228044   | 10h37m21.515s | +12d28m04.79s | 684.81       |
| 7   | NGC 3299                  | LEDA/PGC 31442            | 10h36m23.800s | +12d42m26.60s | 706.69       |
| 8   | LEDA/PGC 1417235          | 2MASX J10364788+1250305   | 10h36m47.896s | +12d50m30.04s | 754.94       |
| 9   | LEDA/PGC 4534523          | AGC 205224                | 10h37m32.6s   | +12d28m09s    | 760.07       |
| 10  | LEDA/PGC 1410013          | 2MASX J10373367+1227498   | 10h37m33.672s | +12d27m49.59s | 761.61       |
| 11  | LEDA/PGC 1409793          | 2MASX J10372794+1227047   | 10h37m27.927s | +12d27m04.47s | 769.85       |
| 12  | LEDA/PGC 1414027          | NSA 74520                 | 10h38m07.400s | +12d40m30.06s | 840.69       |
| 13  | LEDA/PGC 3537776          | 2MASX J10375680+1230048   | 10h37m56.846s | +12d30m05.48s | 872.84       |
| 14  | LEDA/PGC 1409163          | 2MASX J10365370+1225025   | 10h36m53.730s | +12d25m03.60s | 881.01       |
| 15  | LEDA/PGC 92915            | AGC 202262                | 10h37m28.7s   | +12d23m46s    | 962.60       |